# Oekraïne op de Paralympische Winterspelen 2018
Oekraïne was een van de landen die deelnam aan de Paralympische Winterspelen 2018 in Pyeongchang, Zuid-Korea.

## Medailleoverzicht
| Sport      | Paralympiër                                   | Onderdeel                                          | Medaille |
| ---------- | --------------------------------------------- | -------------------------------------------------- | -------- |
| Biatlon    | Vitaliy Lukyanenko Gids: Ivan Marchyshak      | 7.5 km, visueel beperkt (m)                        | Goud     |
| Biatlon    | Vitaliy Lukyanenko Gids: Ivan Marchyshak      | 15 km, visueel beperkt (m)                         | Goud     |
| Biatlon    | Taras Rad                                     | 12.5 km, zittend (m)                               | Goud     |
| Biatlon    | Oksana Shyshkova Gids: Vitalii Kazakov        | 10 km, visueel beperkt (v)                         | Goud     |
| Langlaufen | Ihor Reptyukh                                 | 20 km vrije stijl, staand (m)                      | Goud     |
| Langlaufen | Maksym Yarovyi                                | 15 km, zittend (m)                                 | Goud     |
| Langlaufen | Team                                          | 4 x 2.5 km, estafette gemengd                      | Goud     |
|            |                                               |                                                    |          |
| Biatlon    | Oleksandr Kazik Gids: Sergiy Kucheryaviy      | 12.5 km, visueel beperkt (m)                       | Zilver   |
| Biatlon    | Oleksandr Kazik Gids: Sergiy Kucheryaviy      | 15 km, visueel beperkt (m)                         | Zilver   |
| Biatlon    | Ihor Reptyukh                                 | 12.5 km, staand (m)                                | Zilver   |
| Biatlon    | Oksana Shyshkova Gids: Vitalii Kazakov        | 6 km, visueel beperkt (v)                          | Zilver   |
| Biatlon    | Oksana Shyshkova Gids: Vitalii Kazakov        | 12.5 km, visueel beperkt (v)                       | Zilver   |
| Langlaufen | Oksana Shyshkova Gids: Vitalii Kazakov        | 15 km vrije stijl, visueel beperkt (v)             | Zilver   |
| Langlaufen | Grygorii Vovchynskyi                          | 10 km klassieke stijl, staand (m)                  | Zilver   |
|            |                                               |                                                    |          |
| Biatlon    | Anatolii Kovvalevskiy Gids: Oleksandr Mukshyn | 7.5 km, visueel beperkt (m)                        | Brons    |
| Biatlon    | Liudmyla Liashenko                            | 6 km, staand (v)                                   | Brons    |
| Biatlon    | Liudmyla Liashenko                            | 10 km, staand (v)                                  | Brons    |
| Biatlon    | Ihor Reptyukh                                 | 7.5 km, staand (m)                                 | Brons    |
| Biatlon    | Iurii Utkin Gids: Ruslan Perekhoda            | 12.5 km, visueel beperkt (m)                       | Brons    |
| Langlaufen | Liudmyla Liashenko                            | 15 km vrije stijl, staand (v)                      | Brons    |
| Langlaufen | Oksana Shyshkova Gids: Vitalii Kazakov        | 1.5 km sprint klassieke stijl, visueel beperkt (v) | Brons    |
| Langlaufen | Maksym Yarovyi                                | 7.5 km, zittend (m)                                | Brons    |

## Deelnemers en resultaten
(m) = mannen, (v) = vrouwen 

### Biatlon
| Paralympiër                                  | Onderdeel                    | Resultaat | Prestatie      |
| -------------------------------------------- | ---------------------------- | --------- | -------------- |
| Oleksandr Kazik Gids: Sergiy Kucheryaviy     | 7.5 km, visueel beperkt (m)  | 8e        | 22:02.8        |
| Oleksandr Kazik Gids: Sergiy Kucheryaviy     | 12.5 km, visueel beperkt (m) | Zilver    | 39:21.6        |
| Oleksandr Kazik Gids: Sergiy Kucheryaviy     | 15 km, visueel beperkt (m)   | Zilver    | 0:45:36.5      |
| Anatolii Kovalevskyi Gids: Oleksandr Mukshyn | 7.5 km, visueel beperkt (m)  | Brons     | 20:30.1        |
| Anatolii Kovalevskyi Gids: Oleksandr Mukshyn | 12.5 km, visueel beperkt (m) | 8e        | 44:29.1        |
| Anatolii Kovalevskyi Gids: Oleksandr Mukshyn | 15 km, visueel beperkt (m)   | 4e        | 0:46:40.3      |
| Vitaliy Lukyanenko Gids: Ivan Marchyshak     | 7.5 km, visueel beperkt (m)  | Goud      | 19:51.0        |
| Vitaliy Lukyanenko Gids: Ivan Marchyshak     | 12.5 km, visueel beperkt (m) | 4e        | 40:19.8        |
| Vitaliy Lukyanenko Gids: Ivan Marchyshak     | 15 km, visueel beperkt (m)   | Goud      | 0:45:12.9      |
| Oleksandr Makhotkin Gids: Denys Nikulin      | 7.5 km, visueel beperkt (m)  | 12e       | 23:48.9        |
| Oleksandr Makhotkin Gids: Denys Nikulin      | 12.5 km, visueel beperkt (m) | 10e       | 47:28.8        |
| Oleksandr Makhotkin Gids: Denys Nikulin      | 15 km, visueel beperkt (m)   | 8e        | 0:50:39.1      |
| Taras Rad                                    | 7.5 km, zittend (m)          | 4e        | 24:10.8        |
| Taras Rad                                    | 12.5 km, zittend (m)         | Goud      | 0:45:35.6      |
| Taras Rad                                    | 15 km, zittend (m)           | 4e        | 0:51:03.6      |
| Ihor Reptyukh                                | 7.5 km, staand (m)           | Brons     | 18:40.9        |
| Ihor Reptyukh                                | 12.5 km, staand (m)          | Zilver    | 35:31.8        |
| Ihor Reptyukh                                | 15 km, staand (m)            | 5e        | 45:02.2        |
| Iaroslav Reshetynskiy Gids: Nazar Stefurak   | 7.5 km, visueel beperkt (m)  | 4e        | 20:33.8        |
| Iaroslav Reshetynskiy Gids: Nazar Stefurak   | 12.5 km, visueel beperkt (m) | 7e        | 43:00.8        |
| Iaroslav Reshetynskiy Gids: Nazar Stefurak   | 15 km, visueel beperkt (m)   | 11e       | 0:53:03.4      |
| Serhii Romaniuk                              | 7.5 km, staand (m)           | 15e       | 22:48.9        |
| Serhii Romaniuk                              | 12.5 km, staand (m)          | 7e        | 40:56.3        |
| Serhii Romaniuk                              | 15 km, staand (m)            | 12e       | 51:54.7        |
| Dmytro Suiarko Gids: Vasyl Potapenko         | 7.5 km, visueel beperkt (m)  | 6e        | 21:54.8        |
| Dmytro Suiarko Gids: Vasyl Potapenko         | 12.5 km, visueel beperkt (m) | 9e        | 44:49.5        |
| Dmytro Suiarko Gids: Vasyl Potapenko         | 15 km, visueel beperkt (m)   | 6e        | 0:48:48.3      |
| Vitalii Sytnyk                               | 7.5 km, staand (m)           | 12e       | 21:06.5        |
| Vitalii Sytnyk                               | 12.5 km, staand (m)          | 8e        | 41:31.3        |
| Vitalii Sytnyk                               | 15 km, staand (m)            | 6e        | 48:00.2        |
| Iurii Utkin Gids: Ruslan Perekhoda           | 7.5 km, visueel beperkt (m)  | 5e        | 21:23.1        |
| Iurii Utkin Gids: Ruslan Perekhoda           | 12.5 km, visueel beperkt (m) | Brons     | 40:19.4        |
| Iurii Utkin Gids: Ruslan Perekhoda           | 15 km, visueel beperkt (m)   | 4e        | 0:46:40.3      |
| Grygorii Vovchynskyi                         | 7.5 km, staand (m)           | 4e        | 19:00.2        |
| Grygorii Vovchynskyi                         | 15 km, staand (m)            | 4e        | 44:47.8        |
| Maksym Yarovyi                               | 7.5 km, zittend (m)          | 10e       | 26:00.9        |
| Maksym Yarovyi                               | 15 km, zittend (m)           | 15e       | 0:59:46.6      |
|                                              |                              |           |                |
| Iuliia Batenkova                             | 6 km, staand (v)             | 4e        | 17:57.0        |
| Iuliia Batenkova                             | 10 km, staand (v)            | DNF       | Niet gefinisht |
| Iuliia Batenkova                             | 12.5 km, staand (v)          | 11e       | 46:18.3        |
| Iryna Bui                                    | 6 km, staand (v)             | 6e        | 19:00.4        |
| Iryna Bui                                    | 10 km, staand (v)            | 4e        | 39:12.5        |
| Iryna Bui                                    | 12.5 km, staand (v)          | 4e        | 41:24.4        |
| Bohdana Konashuk                             | 6 km, staand (v)             | 10e       | 19:32.8        |
| Bohdana Konashuk                             | 10 km, staand (v)            | 7e        | 40:38.1        |
| Bohdana Konashuk                             | 12.5 km, staand (v)          | 5e        | 42:27.5        |
| Liudmyla Liashenko                           | 6 km, staand (v)             | Brons     | 17:44.4        |
| Liudmyla Liashenko                           | 10 km, staand (v)            | Brons     | 36:23.6        |
| Liudmyla Liashenko                           | 12.5 km, staand (v)          | 10e       | 46:11.4        |
| Olga Prylutska Gids: Borys Babar             | 6 km, visueel beperkt (v)    | 4e        | 21:17.5        |
| Olga Prylutska Gids: Borys Babar             | 10 km, visueel beperkt (v)   | 4e        | 42:15.8        |
| Olga Prylutska Gids: Borys Babar             | 12.5 km, visueel beperkt (v) | 4e        | 42:51.2        |
| Oksana Shyshkova Gids: Vitalii Kazakov       | 6 km, visueel beperkt (v)    | Zilver    | 19:26.4        |
| Oksana Shyshkova Gids: Vitalii Kazakov       | 10 km, visueel beperkt (v)   | Goud      | 37:58.9        |
| Oksana Shyshkova Gids: Vitalii Kazakov       | 12.5 km, visueel beperkt (v) | Zilver    | 40:31.1        |

### Langlaufen
| Paralympiër | Onderdeel                                          | Resultaat | Prestatie    |
| --- | -------------------------------------------------- | --------- | ------------ |
| Oleksandr Kazik Gids: Sergiy Kucheryaviy | 1.5 km sprint klassieke stijl, visueel beperkt (m) | DNS       | Niet gestart |
| Oleksandr Kazik Gids: Sergiy Kucheryaviy | 20 km vrije stijl, visueel beperkt (m)             | 6e        | 0:51:23.0    |
| Oleksandr Makhotkin Gids: Denys Nikulin | 10 km klassieke stijl, visueel beperkt (m)         | 13e       | 28:50.3      |
| Taras Rad | 1.1 km sprint, zittend (m)                         | 5e        | 3:15.0       |
| Taras Rad | 7.5 km, zittend (m)                                | 4e        | 22:50.3      |
| Taras Rad | 15 km, zittend (m)                                 | 7e        | 0:43:50.4    |
| Ihor Reptyukh | 10 km klassieke stijl, staand (m)                  | 4e        | 24:37.9      |
| Ihor Reptyukh | 20 km vrije stijl, staand (m)                      | Goud      | 0:44:52.4    |
| Iaroslav Reshetynskiy Gids: Nazar Stefurak | 10 km klassieke stijl, visueel beperkt (m)         | 5e        | 25:38.0      |
| Serhii Romaniuk | 1.5 km sprint klassieke stijl, staand (m)          | 13e       | 3:57.4       |
| Serhii Romaniuk | 10 km klassieke stijl, staand (m)                  | 12e       | 25:53.8      |
| Serhii Romaniuk | 20 km vrije stijl, staand (m)                      | 7e        | 0:50:44.8    |
| Dmytro Suiarko Gids: Vasyl Potapenko | 1.5 km sprint klassieke stijl, visueel beperkt (m) | 6e        | 3:50.7       |
| Dmytro Suiarko Gids: Vasyl Potapenko | 10 km klassieke stijl, visueel beperkt (m)         | 6e        | 25:53.6      |
| Vitalii Sytnyk | 10 km klassieke stijl, staand (m)                  | 13e       | 26:39.8      |
| Iurii Utkin Gids: Ruslan Perekhoda | 1.5 km sprint klassieke stijl, visueel beperkt (m) | 12e       | 4:07.0       |
| Grygorii Vovchynskyi | 1.5 km sprint klassieke stijl, staand (m)          | 6e        | 3:42.2       |
| Grygorii Vovchynskyi | 10 km klassieke stijl, staand (m)                  | Zilver    | 24:15.5      |
| Maksym Yarovyi | 1.1 km sprint, zittend (m)                         | 9e        | 3:00.6       |
| Maksym Yarovyi | 7.5 km, zittend (m)                                | Brons     | 22:39.9      |
| Maksym Yarovyi | 15 km, zittend (m)                                 | Goud      | 0:41:37.0    |
| |                                                    |           |              |
| Iuliia Batenkova | 1.5 km sprint klassieke stijl, staand (v)          | 11e       | 4:48.1       |
| Iuliia Batenkova | 7.5 km klassieke stijl, staand (v)                 | 10e       | 24:26.0      |
| Iuliia Batenkova | 15 km vrije stijl, staand (v)                      | 4e        | 0:51:19.5    |
| Irina Bui | 7.5 km klassieke stijl, staand (v)                 | 9e        | 23:58.5      |
| Bohdana Konashuk | 1.5 km sprint klassieke stijl, staand (v)          | 8e        | 4:42.5       |
| Bohdana Konashuk | 7.5 km klassieke stijl, staand (v)                 | 11e       | 24:26.5      |
| Bohdana Konashuk | 15 km vrije stijl, staand (v)                      | 8e        | 0:57:16.7    |
| Liudmyla Liashenko | 1.5 km sprint klassieke stijl, staand (v)          | 5e        | 4:29.1       |
| Liudmyla Liashenko | 7.5 km klassieke stijl, staand (v)                 | 6e        | 23:20.3      |
| Liudmyla Liashenko | 15 km vrije stijl, staand (v)                      | Brons     | 0:51:06.6    |
| Olga Prylutska Gids: Borys Babar | 1.5 km sprint klassieke stijl, visueel beperkt (v) | 7e        | 5:03.5       |
| Olga Prylutska Gids: Borys Babar | 7.5 km klassieke stijl, visueel beperkt (v)        | 5e        | 24:22.3      |
| Olga Prylutska Gids: Borys Babar | 15 km vrije stijl, visueel beperkt (v)             | 6e        | 0:54:40.5    |
| Oksana Shyshkova Gids: Vitalii Kazakov | 1.5 km sprint klassieke stijl, visueel beperkt (v) | Brons     | 4:45.7       |
| Oksana Shyshkova Gids: Vitalii Kazakov | 7.5 km klassieke stijl, visueel beperkt (v)        | 7e        | 24:43.3      |
| Oksana Shyshkova Gids: Vitalii Kazakov | 15 km vrije stijl, visueel beperkt (v)             | Zilver    | 0:49:19.5    |
| |                                                    |           |              |
| Iuliia Batenkova Liudmyla Liashenko Oksana Shyshkova Gids: Vitalii Kazakov Iurii Utkin Gids: Ruslan Perekhoda                                 | 4 x 2.5 km, estafette gemengd                      | Goud      | 24:31.9      |
| Anatolii Kovalevskyi Gids: Oleksandr Mukshyn Olga Prylutska Gids: Borys Babar Iaroslav Reshetynskiy Gids: Nazar Stefurak Grygorii Vovchynskyi | 4 x 2.5 km, estafette open                         | 5e        | 24:12.9      |

### Snowboarden
| Paralympiër  | Onderdeel                  | Resultaat | Prestatie |
| ------------ | -------------------------- | --------- | --------- |
| Ivan Osharov | Snowboardcross, SB-LL2 (m) | 15e       | 1:10.71   |
| Ivan Osharov | Slalom, SB-LL2 (m)         | 15e       | 1:02.78   |

Andorra · Argentinië · Armenië · Australië · België · Bosnië en Herzegovina · Brazilië · Bulgarije · Canada · Chili · China · Denemarken · Duitsland · Finland · Frankrijk · Georgië · Griekenland · Groot-Brittannië · Hongarije · IJsland · Iran · Italië · Japan · Kazachstan · Kroatië · Mexico · Mongolië · Nederland · Nieuw-Zeeland · Noord-Korea · Noorwegen · Oekraïne · Oezbekistan · Oostenrijk · Polen · Roemenië · Servië · Slovenië · Slowakije · Spanje · Tadzjikistan · Tsjechië · Turkije · Verenigde Staten · Wit-Rusland · Zuid-Korea · Zweden · Zwitserland
Neutrale paralympische atleten